# Civitas
Cívitas (Plural: Civitates), wörtlich „Bürgerschaft“, ist das lateinische Wort für eine halbautonome Verwaltungseinheit der mittleren Ebene. Die civitates bestanden stets aus einem städtischen Zentrum nebst Umland und wurden meistens nach ihrem Hauptort oder dem zugehörigen Stamm benannt. Civitas kann auch allgemein „Bürgerrecht“ bedeuten; am wichtigsten war dabei die civitas Romana, also das römische Bürgerrecht, das schließlich 212 n. Chr. von Kaiser Caracalla durch die Constitutio Antoniniana allen freien Reichsbewohnern verliehen wurde.
Im Mittelalter wandelte sich das Bedeutungsspektrum und konnte nun allgemein jede Stadt oder Stadtgemeinde bezeichnen. Die genaue Bedeutung änderte sich im Laufe der Jahrhunderte, abhängig von der Region und den dortigen Stadtwerdungsprozessen („von der Burg zur Stadt“).

## Charakteristika und Formen
Typisch für Civitas-Hauptorte sind repräsentative öffentliche Bauten wie Forum, Basilika (Verwaltungsgebäude am Forum), Theater, Tempel, Bäder, Wasserleitungen und Raststationen (mansiones). Die civitas verfügte in der Regel über einen Stadtrat (curia) und eigene Amtsträger (insbesondere die duoviri, die in vielen Orten als „Bürgermeister“ fungierten), die für die lokale Verwaltung zuständig und Ansprechpartner der römischen Zentralgewalt waren. In den Grenzregionen waren an solchen Orten zumindest in ihrer Entstehungszeit oft wichtige militärische Einheiten, etwa Reitereinheiten (Alen), stationiert. Manche Civitas-Hauptorte waren zugleich Municipia, einige waren sogar Kolonien, wobei sich der Unterschied zwischen diesen beiden Formen zumindest in der Kaiserzeit nicht immer genau bestimmen lässt. Insbesondere im westlichen Teil des Imperiums gründeten die Römer vielfach gezielt städtische Siedlungen, da sich ihre Herrschaft auf urbane Strukturen stützte (im Osten griff man zu diesem Zweck meist auf die bestehenden poleis zurück, die ähnlich organisiert waren).
Die civitates wurden in drei große Untergruppen gegliedert, wobei auch hier die genauen Merkmale nicht immer klar und wohl oft auf die jeweilige Anfangsphase der Beziehung zu Rom zurückzuführen sind. Man unterschied:
- civitas stipendiaria (abgabepflichtige Gemeinde)
- civitas foederata (verbündete Gemeinde)
- civitas libera (freie Gemeinde)
- civitas sine foedere (ohne „beschworenes“ Bündnis)

## Spätrömische Zeit
Seit 212 n. Chr. besaßen fast alle römischen Städte mindestens den Rang eines Municipiums; aus Sicht von spätrömischen Autoren wie Augustinus von Hippo gab es nun im Grunde nur noch eine einzige civitas, nämlich Rom. Faktisch blieb die Bezeichnung civitas aber als Synonym für Stadt bzw. Gemeinde gängig, zumal die Menschen durchaus neben dem römischen Bürgerrecht auch das ihrer Heimatgemeinde innehatten.
Ab dem 4. Jahrhundert entzogen die Kaiser den meisten Städten die fiskalische Selbstverwaltung, um das Steueraufkommen besser kontrollieren zu können. In den folgenden zwei Jahrhunderten wandelte sich schrittweise der Charakter der civitates, die ihre alte Autonomie einbüßten; so entzog Kaiser Constantius II. den meisten Städten die Verwaltung über ihr Umland. In der Spätantike wurden die Civitas-Hauptorte zudem oft Bischofssitze, da die kirchliche Hierarchie im Westen sich nach dem Ende der Christenverfolgungen im frühen 4. Jahrhundert nicht selten eng an staatliche Strukturen anlehnte. Teilweise haben so die Grenzen der Diözesen über die Stürme der Völkerwanderungszeit hinweg die alten Civitas-Grenzen konserviert. Ein Beispiel dafür ist in Deutschland das relativ kleine (und im frühen 19. Jahrhundert schließlich aufgelöste) Bistum Worms (lateinisch Borbetomagus), dessen Gebiet offenbar recht genau dem der alten Wormser civitas entsprach. Noch im 6. Jahrhundert gab es in Gallien, Hispanien und Italien zahlreiche civitates, wenngleich sich Charakter und Funktion offenbar vielfach gewandelt hatten.

## Bekanntecivitatesin der Provinz Germania superior
- Ladenburg (lateinisch Lopodunum) = Civitas Ulpia Sueborum Nicrensium (nach den Neckarsueben);
- Wimpfen = Civitas Alisinensium;
- Rottenburg am Neckar (lateinisch Sumelocenna) = Civitas Sumelocennensis;
- Baden-Baden (lateinisch Aquae) = Civitas Aurelia Aquensis;
- Worms (lateinisch Borbetomagus) = Civitas Vangionum (nach den Vangionen);
- Speyer (lateinisch Noviomagus) = Civitas Nemetum (nach den Nemetern);
- Wiesbaden (lateinisch Aquae Mattiacorum) = Civitas Mattiacorum (nach den Mattiakern);
- Frankfurt am Main – Heddernheim (lateinisch Nida) = Civitas Taunensium;
- Dieburg (lateinisch Med… (Rest des Namens unbekannt)) = Civitas Auderiensium
- Brumath (lateinisch Brocomagus) = Civitas Tribocorum

Siehe dazu die Übersichten bei Margot Klee und Sandra Schröer-Spang.
Grundsätzlich ist davon auszugehen, dass noch weitere civitates bestanden, nicht zuletzt da in heute dichter besiedelten Gebieten auch mehr antike Überreste bekannt sind und somit auch mehr Belege für die römische Verwaltungsstruktur aufgefunden werden. Allerdings ist auch unbekannt, zu welcher administrativen Einheit die Provinzhauptstadt Mainz (lateinisch Mogontiacum) gehörte. Es darf darüber spekuliert werden, ob die im Umfeld siedelnden Aresaken (ein Teilstamm der Treverer) eine eigenständige civitas verwalteten oder das Gebiet um Mainz eher militärisch oder direkt von dem Statthalter geleitet wurde. Wie die Gebiete im nördlichsten Teil der Germania superior – dem Bereich um Confluentes (Koblenz) – gegliedert waren, ist ebenfalls unbekannt.
Weitere civitates in Germania superior sind unsicher oder umstritten:
- Neuenstadt am Kocher: war vermutlich Hauptort einer civitas, von deren Namen nur „Aurelia G[...]“ erhalten ist
- Bad Cannstatt: wurde bis zur Entdeckung der Stadtanlage in Neuenstadt am Kocher als möglicher Hauptort der civitas Aurelia G[...] vermutet (Theorie von C. Sebastian Sommer)
- Schleitheim (antik Iuliomagus) bei Schaffhausen: wird wegen seiner Lage und des antiken Namens als möglicher civitas-Hauptort diskutiert
- Pforzheim (antik Portus): ein Meilenstein nennt den Ort als Zielangabe, was aber kein eindeutiges Kriterium für einen civitas-Hauptort ist
- Riegel am Kaiserstuhl: die städtebauliche Ausstattung des Ortes mit Heiligtümern und einem Forum ist Grundlage für die Vermutung eines civitas-Zentrums